# حوزه اطلاعاتی
حوزه اطلاعاتی بالاترین سطح از این حوزه است که شامل جاسوسی نظام‌مند، تجزیه و تحلیل و انتشار اطلاعات به‌منظور پشتیبانی از سیاست‌گذاری و تصمیم‌گیری افراد کلیدی و ذی‌نفعان می‌شود، به‌ویژه در موضوعات مرتبط با امنیت ملی، امور نظامی، اجرای قانون و روابط بین‌الملل کاربرد دارد. این فرایند کلی معمولاً با عنوان چرخه اطلاعاتی شناخته می‌شود.
حوزه اطلاعاتی می‌تواند زیرشاخه‌های گوناگونی را دربر گیرد، از جمله: جاسوسی، نظارت، تحلیل داده‌ها و ضداطلاعات که همگی با هدف درک تهدیدها، فرصت‌ها، نیات و قدرت‌نمایی بازیگران خارجی انجام می‌شوند.
هرچند جاسوسی در سراسر جهان عملی غیرقانونی محسوب می‌شود، اما خود تنها یکی از زیرشاخه‌های این حوزه است. بسیاری از زیرشاخه‌های اطلاعاتی وجود دارند که الزاماً غیرقانونی نیستند؛ برای نمونه، اطلاعات منبع‌باز (OSINT) یکی از آن‌هاست.
فعالیت اطلاعاتی می‌تواند توسط سازمان‌های اطلاعاتی دولتی، نیروهای پلیس و واحدهای اطلاعاتی نظامی انجام شود. این فعالیت همچنین ممکن است توسط سازمان‌های خصوصی نیز پیگیری شود، از جمله: آژانس‌های اطلاعاتی خصوصی، شرکت‌های چندملیتی، کارآگاهان خصوصی، کارتل‌های مواد مخدر، گروه‌های تروریستی و سایر نهادها.
افرادی که در این سازمان‌ها مشغول به کار هستند ممکن است مأموران اطلاعاتی تمام‌وقت باشند که در استخدام دائمی آژانس‌ها هستند و به آن‌ها افسر اطلاعاتی گفته می‌شود؛ یا ممکن است مأموران قراردادی مستقل و مأموریت‌محور باشند که معمولاً با عنوان «مأمور مخفی» شناخته می‌شوند.
به‌طور گیج‌کننده، واژهٔ «جاسوس» در بیشتر سازمان‌های اطلاعاتی تعریف رسمی ندارد، اما در بسیاری از نظام‌های قضایی کشورها، به‌عنوان یک عامل غیرقانونی تعریف و جرم‌انگاری شده است.

## چرخه اطلاعاتی
چرخه اطلاعاتی یک مدل ایده‌آل‌شده است از نحوه پردازش اطلاعات در سازمان‌های اطلاعاتی غیرنظامی و نظامی، آژانس‌های اطلاعاتی خصوصی، و نهادهای مجری قانون. این چرخه، مسیر بسته‌ای متشکل از گره‌های تکرارشونده است که در صورت پیروی کامل، به تولید اطلاعات نهایی منتهی می‌شود.
مراحل چرخه اطلاعاتی شامل صدور نیازها یا درخواست‌ها توسط تصمیم‌گیرندگان، گردآوری اطلاعات، پردازش اطلاعات، تحلیل اطلاعات، انتشار یا توزیع اطلاعات.
این چرخه زمانی کامل می‌شود که تصمیم‌گیرندگان بازخورد داده و نیازهای اصلاح‌شده جدیدی ارائه دهند.
برخی دولت‌ها این فرایند را با عنوان «فرایند اطلاعاتی» نیز می‌شناسند.
کشورهای غیرانگلیسی‌زبان ممکن است براساس نشانه‌شناسی محلی خود، واژه‌های متفاوتی برای این چرخه به‌کار ببرند؛ برای مثال، در ترکیه فرآیندی بسیار مشابه با عنوان «چرخ اطلاعاتی» شناخته می‌شود.

## زیرشاخه‌ها

### جاسوسی
جاسوسی یا گردآورندهاطلاعات، به معنای کسب اطلاعات سری یا محرمانه (اطلاعات) است که در اصطلاح اطلاعاتی، «اطلاعات» نامیده می‌شود.
فردی که در قالب یک مأموریت مشخص و قراردادی اقدام به جاسوسی می‌کند، عامل جاسوسی یا جاسوس نامیده می‌شود.
اما فردی که به‌عنوان افسر رسمی و تمام‌وقت در استخدام دولت به این کار مشغول است، مأمور اطلاعاتی خوانده می‌شود.
هر فرد یا گروه جاسوسی (یعنی گروهی هماهنگ از جاسوسان) ممکن است برای یک دولت، شرکت، سازمان جنایی یا عملیات مستقلجاسوسی انجام دهد. این عمل ذاتاً پنهانی و مخفیانه است، چرا که اصولاً رفتاری ناخواسته و ناپسند از دید طرف مقابل محسوب می‌شود.
در برخی شرایط، جاسوسی ممکن است ابزاری قانونی برای اجرای قانون تلقی شود، و در شرایط دیگر، ممکن است غیرقانونی بوده و مشمول مجازات باشد.

### ضداطلاعات
ضداطلاعات به هرگونه فعالیتی گفته می‌شود که با هدف حفاظت از برنامه‌های اطلاعاتی یک سازمان در برابر سرویس‌های اطلاعاتی رقیب یا دشمن انجام می‌شود.
این حوزه شامل گردآوری اطلاعات و اجرای اقداماتی پیشگیرانه برای مقابله با موارد جاسوسی، خرابکاری، ترور یا سایر فعالیت‌های اطلاعاتی است که توسط، برای، یا از طرف قدرت‌ها، سازمان‌ها یا اشخاص خارجی انجام می‌شود.
در بسیاری از کشورها، چندین نهاد مختلف وجود دارند که هرکدام بر جنبه‌ای خاص از ضدجاسوسی تمرکز دارند، مانند ضدجاسوسی داخلی، بین‌المللی و ضدتروریسم.
برخی کشورها این وظایف را به‌صورت رسمی در قالب ساختار پلیس سازمان‌دهی می‌کنند؛ برای نمونه، اداره تحقیقات فدرال ایالات متحده (FBI) چنین ساختاری دارد.
در مقابل، برخی دیگر کشورها، نهادهای مستقلی را برای این وظایف تأسیس می‌کنند، مانند سرویس امنیت داخلی بریتانیا (MI5).
برخی کشورها نیز، مانند کانادا، وظایف اطلاعاتی و ضدجاسوسی را به‌طور همزمان در قالب یک نهاد واحد، نظیر سرویس اطلاعات امنیت کانادا (CSIS) سازمان‌دهی کرده‌اند.

### اطلاعات نظامی
اطلاعات نظامی شاخه‌ای از علوم نظامی است که با بهره‌گیری از روش‌های گردآوری و تحلیل اطلاعات، به فرماندهان و رهبران نظامی در تصمیم‌گیری‌ها و هدایت عملیات کمک می‌کند.
این هدف از طریق ارزیابی داده‌ها از منابع مختلف محقق می‌شود؛ داده‌هایی که یا مستقیماً با نیازهای مأموریتی فرماندهان مرتبط هستند یا در پاسخ به پرسش‌های مرتبط با برنامه‌ریزی عملیاتی یا طراحی کمپین نظامی گردآوری می‌شوند.
برای انجام تحلیل اطلاعاتی، ابتدا نیازهای اطلاعاتی فرمانده شناسایی می‌شود. سپس این نیازها در فرایند جمع‌آوری، تحلیل و توزیع اطلاعات گنجانده می‌شوند تا ارزیابی دقیقی برای تصمیم‌سازی در اختیار فرمانده قرار گیرد.